# Бъкфастка пчела
Бъкфастската пчела е порода пчели с предназначение висок добив на мед и устойчивост на заболявания, създадена в югозападна Англия от бенедиктинския монах брат Адам (роден Карл Керле през 1898г в Германия), чрез възпроиводително и поглъщателно кръстосване. Метод за създаване на нови породи, широко използван в животновъдството - Българско черношарено говедо, Българско кафяво говедо и др.

Основава се върху схващането, че в резултат на различен климат и околна среда, всяка пчелна раса е развила някакво изключително качество, каквото другите нямат. И че тези качества могат да бъдат, до голяма степен, обединени в една порода. 

## Характеристики на породата
Пчелите към тази порода са еднакво адаптирани както за ранна, така и за късна паша. Ако съществува паша - ще направят стоков мед. Сравнено с повечето раси, поддържат висока популация на пчели и пило през целия активен сезон, имат изключителна кротост, ниска склонност към роене, ниска употреба на прополис и восъчни мостове между питите. Но, сравнено с Лигустика, се влияят от притока на прашец и нектар и намаляват отглеждането на пило.
Няма стандарт за цвят и морфометрични признаци, подобно на естествените раси.
Научно изследване в Полша от 2005 в реални и в лабораторни условия съпоставя способността за събиране и складиране на сироп от 3 групи пчели: 1) "чист" Бъкфаст, 2) хетерозисен хибрид A.m. mellifera (от Норвегия) x A.m. caucasia, 3) хетерозисен хибрид A.m.caucasia x A.m. carnica. Пчелите от A.m. caucasia x carnica пренесли най-много сироп, но с най-ниска ефективност при превръщането му в запаси, Бъкфаст - с 2,1% по-малко, но складирали 24,8% повече от A.m. caucasia x carnica, и 38,2% повече запаси от A. m. mellifera x caucasia.

## Предпоставки за създаването ѝ
Малко след началото на XX век мистериозно заболяване (по-късно установено като трахеен акар) започва да убива пчелните семейства на Британските острови, убивайки всяко семейство от местната английска A.m. mellifera по пътя си. Внасяните A.m mellifera семейства от съседните държави също се оказват податливи. Заболяването достига и до околностите на Бъкфастското абатство където през 1915/16 загиват всички пчелни семейства, а в манастирския пчелин от 46-те семейства оцеляват 16, устойчиви на заболяването. Всички с произход област Лигурия, център на производството на пчели в Италия по онова време, или техни дъщери, оплодени в манастирския пчелин. Още същата година, с помощта на още майки от Италия, манастирския пчелин е възстановен, а по молба на правителството, през 1917 - увеличен до 100бр. До края на войната (WW1) са произведени стотици отводки в отговор на нуждата от пчели в цяла Англия. Нужните майки са произведени от оцелелите заболяването през 1915/16

## Климат
Дартмур, Югозападна Англия, където е Бъкфастското абатство, се характеризира с мека, но влажна зима; продължителна студена пролет и кратко лято; постоянни мъгли и годишни валежи от 1650мм, сравнени с 600мм за Южна Англия. Паша от бяла детелина през юни-юли и късна паша от calluna vulgaris веднага след това през август.
Според мнението на брат Адам, при този климат италианските пчели се оказали изключително неподходящи. Способни на забележителни добиви при добра година, но предимно отглеждачи на огромно количество ненужно пило и консуматори на запаси през повечето време. Пълна противоположност на местната английска пчела - изключително ниска плодовитост на майките и висока ройливост, но компенсирани от качества, при които в стационарния манастирски пчелин редовно получавали стоков мед от calluna vulgaris, без да се налага преместването на кошерите до хълмовете с нея, източник на нектар отдалечен на разстояние от 5км и 365м денивелация в едната посока. След 1916 това никога повече не се случило.

## Еволюция на породата
Една от майките, произведена през 1919, F1 кръстоска на A.m. ligustica с английската A.m. mellifera отпреди епидемията, се оказала с производителност толкова над чистите Лигурийски пчели, бр. Адам сметнал че рискът от завръщане на заболяването си заслужавал. Това е майката, до която всички днешни бъкфастски пчели могат да бъдат проследени.
Дъщерите от тази майка (F2) надминали всички очаквания. В своята книга, Beekeeping at Buckfast Abbey, брат Адам свитетелства че през 1921 са получили 87 кг стоков мед средно от семейство, с отделни семейства надвишващи 152 kg. Обаче отнело допълнителни 7 години докато акарозата не била задоволително елиминирана от потомството.

### Развъдната дейност е в две направления:
- поддържане на оригиналния Бъкфаст
- експериментални кръстоски между различни раси и Бъкфаст, и техните последващи поколения.
До момента в който една кръстоска се превърне в отделна генетично стабилна линия, притежаваща всички качества на оригиналния Бъкфаст, плюс добавяното ново качество. Едва тогава линията се прибавя към общия генетичен басейн на Бъкфаст. Това отнема около десетилетие. По-голямата част от направените кръстоски така и не достигат до този етап, като много от тях биват изоставяни след дълги години селекция.
В търсене на подходящи за кръстосано-развъдна цел пчели, през годините бр. Адам предприема многобройни пътешествия из Европа, Мала Азия и части от Африка, повечето описани в една от неговите книги, пропътувайки над 100 хил. мили. Колосално начинание довело до изпитването на множество раси, техните линии и екотипове. 
От тях, в генетичния басейн са добавени гени от:
- през 1941 (Gale '29) Френска A.m. mellifera . Добавена е жизненост и работливост, каквато дотогава първоначалния Бъкфаст не притежавал
- през 1959(Galatista '51); 1967(Am.Farm School '62); 1984(Athos'80) A.m. cecropia/macedonica от Халкидики. Ниска ройливост, изключителна кротост и донякъде пестеливост
- през 1974 A.m. lamarckii (Egypt '66). Намаляване употребата на прополис
- през 1975 A.m.anatoliaca (Sinop '62). Подобрена пестеливост и работоспособност
-през 1985 (Sinop '72)
-през 1989 (Sinop '86)
A.m. sahariensis - при бр. Адам е в процес на разработка. Добавена след смъртта му.
A.m. monticola при бр. Адам е в процес на разработка. Към момента съществуват както Елгон, така и Бъкфаст-монтикола
Към 70-те и 80-те, Бъкфаст започва да придобива широка популярност в Европа, когато Weaver's (компания със огромно годишно производство на майки в Тексас, САЩ) започват да ги предлагат. Европейските пчелари толкова много ги харесват, че повечето от тях започват собствена развъдна програма, паралелна с тази на Абатството, чиято дейност, след оттеглянето на бр. Адам през 1993, почти приключва.
Делото на бр. Адам продължава и днес. Броя на бъкфастките пчеловъди в Европа продължава да расте, повечето от които обединени от европейската организация на бъкфастките пчеловъди. Чрез интрогресия, е добавен и продължава да се добавя генетичен материал и от други раси. Към момента, най-често за повишаване на устойчивостта към вароатоза.

## Изолиран оплоден пункт
Скоро станало ясно, че за устойчивостта на семейството към заболяването майката има доминиращ фактор, но начинанието е непостижимо без осъществяване на пълен контрол върху родословието.
През 1925г е създаден изолиран оплоден пункт Sherberton, който е в почти непрекъсната употреба през годините. Той се превръща в крайъгълния камък в еволюцията на породата. Всяка година за производство на търтеи там се изпращат най-добрите дъщери от семейството притежаващо в най-голяма степен качествата на желаната пчела, в генетично най-стабилна форма.
През 50-те е добавен втори оплоден пункт - Golden Dagger mine - за експериментални кръстоски, подпомаган и от изкуствено осеменяване.
Оплодния пункт в Sheberton, след много опити и грешки, е оборудван с 520 нуклеусни отделения с размер 4 бр. 1/2ДБ рамки, където през зимата има около 400 майки годишно. Тези, след серия от строги тестове и преценка на зимуването при суровите зимни условия на оплодния пункт, служат за ежегодната подмяна на майките през Март в 320-те производствени семейства на Абатството. Пролетното подсилване на слабите семейства има временен ефект. Но ако заедно с това, старата майка се подмени с млада качествена още напролет, вместо по средата на сезона, семейството се развива наравно с останалите още за първата главна паша. Така бр. Адам заобикалял отглеждането на нископродуктивни семейства. Практически аспект, който и до днес не е получил широка популярност.

## Кръстосване с други раси и хетерозис
Фактът, че майките, оплодени с произволни търтеи имат по-ниски производствени разходи. Заедно с нарастващо количество доказателства, че увеличеното генетичено разнообразие води до подобрена способност за терморегулация, по-добра адаптивност, повишена устойчивост на заболявания и увеличена продуктивност. Както и заради последиците от глобализацията, никоя пчела не би могла да се радва на всеобщо разпространение ако губи ценни качества при кръстосване с други раси.
Повечето линии Бъкфаст притежават универсална комбинативност. Подобно на A.m. ligustica и оригиналния генетичен материал от Халкидики. Кръстоските с повечето пчелни раси - както по майчина, така и по бащина линия имат повишена жизненост, без засилване на нежелани качества като агресивност и ройливост.
Въпреки това, в опитите си бр. Адам открива най-добри резултати в F1 при следните кръстоски:
Анатолиака x Бъкфаст
Сахариенсис x Бъкфаст
Гръцка x Бъкфаст
Карника x Бъкфаст
"1956 беше за нас сезон много под обичайния ни среден добив. Действителния добив беше само 11,7 кг на семейство. Анатолиака [x Бъкфаст] имаха 32,6 кг средно за семейство. Следващата година беше сравнително добра, със среден добив от 27 кг/семейство, горе-долу колкото е през последните 40 години, но Анатолиака [x Бъкфаст] бяха средно 64,3 кг/семейство. Последния пример е от 1964, когато тествахме Сахариенсис [x Бъкфаст] кръстоска в нашите пчелини. Общият среден добив тази година беше 36,6 кг/семейство, но този на Сахариенсисите беше 113 кг/семейство"